# Russ Francis
Russell Ross Francis (Seattle, 3 de abril de 1953 – Lake Placid, 1 de outubro de 2023) foi um jogador profissional de futebol americano estadunidense.

## Carreira
Russ Francis foi campeão da temporada de 1984 da National Football League jogando pelo San Francisco 49ers.

## Morte
Francis morreu no dia 1° de outubro de 2023 aos 70 anos de idade, por conta de um acidente de avião em Lake Placid.